# Georgius Candidius
Georgius Candidius (* 1597 in Kirchardt; † 30. April 1647 in Batavia) war ein Missionar der Niederländisch-reformierten Kirche in Niederländisch-Indien und Niederländisch-Formosa (heutiges Südtaiwan). Er war der erste Missionar auf Taiwan.

## Leben
Candidius wurde 1597 im kurpfälzischen Kirchardt geboren. Von 1621 bis 1623 studierte er in Leiden in den Niederlanden Theologie und am neugegründeten Indischen Seminar, an dem Geistliche für den Dienst in Asien ausgebildet werden sollten. 1624 wurde er im Dienst der Niederländischen Ostindien-Kompanie als erster Pfarrer und Missionar auf die Molukken-Insel Ternate entsandt. Nach einem Konflikt mit dem Gouverneur der Molukken Jacques Lefèbre, den er wegen seines Lebenswandels kritisiert hatte, wurde Candidius unter Anklage nach Batavia (heute Jakarta) geschickt, freigesprochen und 1627 als erster Missionar nach Formosa versetzt, wo er unter dem Ureinwohnervolk der Siraya lebte. Streit um sein Gehalt veranlasste ihn 1631 zum Verlassen seines Postens und zur Überfahrt nach Batavia, wo er im Jahr darauf Sara Specx, die Tochter des Generalgouverneurs von Niederländisch-Indien Jacques Specx heiratete. 1633 kehrte er nach Formosa zurück und blieb bis 1637. Nach anschließender zweijähriger Tätigkeit in Batavia kehrte er 1639 in die Niederlande zurück. 1643 reiste er erneut nach Batavia und war bis zu seinem Tod am 30. April 1647 als Pfarrer und Rektor der neu eingerichteten Lateinschule tätig.

## Wirken in Formosa
In Formosa lebte Candidius nicht im Fort Zeelandia, dem vor kurzem errichteten Stützpunkt der Niederländer, sondern in Sincan (heutiger Bezirk Sinshih der Stadt Tainan), einem Dorf des Siraya-Stammes. Nach einem Jahr beschrieb er seine Missionsarbeit wie folgt:

„Ich habe mich bemüht, ihre Sprache zu lernen und sie von Anfang an im christlichen Glauben zu unterweisen, mit dem Erfolg, dass es zwei Wochen vor Weihnachten des Jahres 1628 128 Personen gab, die die Gebete kannten und in äußerst zufriedenstellendem Maße auf Fragen zu den Hauptartikeln unseres christlichen Glaubens antworten konnten; doch aus bestimmten Gründen wurde niemand von ihnen getauft.“

Im August 1628 beschrieb er in einem Brief an den Generalgouverneur Jan Pieterszoon Coen die Schwierigkeiten, die seiner Mission entgegenstanden:

„Ihre Priesterinnen [...] sind alte Frauen, die das genaue Gegenteil von dem lehren, was ich lehre. Sie dulden es nicht, dass ihr abergläubischer Götzendienst oder ihre üblen Praktiken auch nur im Geringsten geändert oder verächtlich gemacht werden.“

Neben den Siraya-Priesterinnen erschwerten japanische Piraten, binnenländische Kriege und der aus seiner Sicht unmoralische Lebenswandel mancher Niederländer Candidius' Arbeit. Der Missionar begegnete den Hindernissen mit Geduld und Geschenken und befürwortete Ehen zwischen Niederländern und Einheimischen, um die Gemeinschaft zu stärken.
Candidius verfasste bereits 1628 eine Beschreibung Formosas, die allerdings erst 1646 unter dem Titel Discours ende Cort Verhael van't Eylant Formosa (Diskurs und Beschreibung über die Insel Formosa) in dem von Isaac Commelin herausgegebenen Sammelband Begin ende Voortgangh van de Vereenighde Nederlantsche Geoctroyeerde Oost-Indische Compagnie veröffentlicht wurde. Das Werk stellt eine der frühesten Beschreibungen Taiwans dar und ist eine wertvolle Quelle zur Erforschung der inzwischen untergegangenen Sprache und Kultur der Siraya.
Im 19. Jahrhundert nannten Europäer den Sonne-Mond-See in Zentraltaiwan den Candidius-See. Dieser Name wurde jedoch von den Bewohnern der Gegend nie verwendet und geriet schließlich in Vergessenheit.

## Werke
- Discours ende Cort Verhael van't Eylant Formosa, Ondersocht ende Beschreven door den Eerwaerdingen D. Georgius Candidius (Diskurs und kurze Beschreibung der Insel Formosa, untersucht und beschrieben durch den ehrwürdigen D. Georgius Candidius)